# Perissocerus dumonti
Perissocerus dumonti är en tvåvingeart som beskrevs av Seguy 1928. Perissocerus dumonti ingår i släktet Perissocerus och familjen Mydidae. Inga underarter finns listade i Catalogue of Life.